# Hymen
Mit dem Begriff Hymen (der oder das, altgriechisch ὑμήν hymḗn „Haut, Häutchen“; wird auch auf den griechischen Hochzeitsgott Hymenaios bezogen), im veralteten Sprachgebrauch auch Jungfernhäutchen genannt, bezeichnet auch als vaginale oder vulvinale Korona, oder veraltet Scheidenklappe, wird in der Anatomie ein dünner Schleimhautsaum bezeichnet, welcher sich direkt in der Vaginalöffnung (der Öffnung der Scheide) befindet und diese umrandet.
Der Zustand des Jungfernhäutchens kann keinen Aufschluss darüber geben, ob eine Frau noch Jungfrau ist. Vermeintliche „Jungfrauentests“ anhand des Hymens sind daher unwissenschaftlich und werden von der Weltgesundheitsorganisation als Menschenrechtsverletzung angesehen.

## Entwicklung

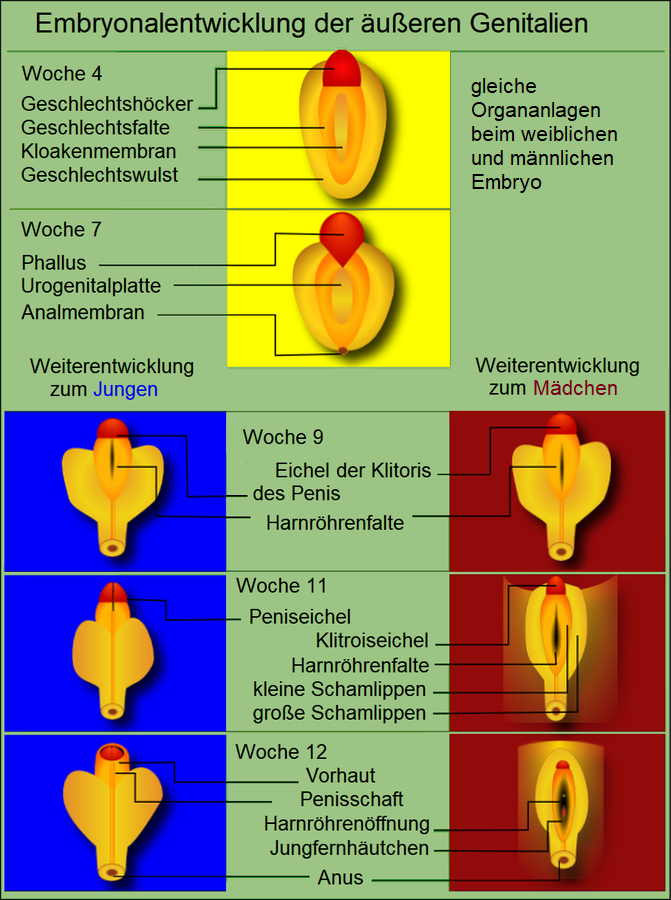
Geschlechtsentwicklung in der Embryonalphase

In den frühen Stadien der fetalen Entwicklung weist die Vagina keinerlei Öffnung auf. Der Hymen entwickelt sich aus der dünnen Gewebeschicht, welche die Vagina vom Sinus urogenitalis trennt. Er stammt ebenso wie der untere Anteil der Vagina von den Sinovaginalhöckern ab und besteht aus Zellen des Sinus wie der Vagina. Der Hymen öffnet sich normalerweise schon vor der Geburt. Seine Größe und Form unterscheiden sich individuell sehr stark. Falls diese Öffnung des Hymens ausbleibt, liegt eine Hymenalatresie vor.
Erstmals anatomisch beschrieben wurde der Hymen durch Alessandro Achillini.

## Aussehen

Verschiedene Hymenalformen bei Menschen weiblichen Geschlechts

Einige der üblichsten, hier lateinisch bezeichneten, Formen sind:
- anular („ringförmig“): Der Hymen bildet einen Ring um die Vaginalöffnung.
- cribriform: Der Hymen erstreckt sich über die gesamte Vaginalöffnung, weist aber viele kleine Löcher auf.
- Parous Introitus: Bezieht sich auf die Öffnung, die nach der Geburt eines Kindes verbleibt, und bezeichnet lediglich Reste des Hymens an den Seiten der Vaginalöffnung.
- ceptal: Der Hymen bildet ein oder mehrere Gewebebänder über die Vaginalöffnung.

Nur in Ausnahmefällen ist die Vaginalöffnung als eine besondere Form einer Gynatresie völlig vom Hymen verschlossen, was die Medizin als Hymenalatresie oder Atresia hymenalis (lat.: Hymen imperforatus, engl.: imperforate hymen oder hymenal atresia) bezeichnet. Da in diesen Fällen nach Einsetzen der Regelblutung das Menstruationsblut nicht abfließen kann, kommt es allmählich zur Bildung eines sogenannten Hämatokolpos bzw. einer Hämatometra (die Vagina bzw. Gebärmutter füllen sich mit Blut). Dies lässt sich mit einem kleinen chirurgischen Eingriff beheben: hierbei wird unter Lokalanästhesie der Hymen eröffnet. Selten ist der Hymen so stabil, dass ein chirurgischer Eingriff notwendig ist, um schmerzfreien Geschlechtsverkehr zu ermöglichen. Eine solche operative Hymenentfernung wird als Hymenektomie bezeichnet.

## Verletzungen
Die Vorstellung, dass der Hymen bei einem ersten vaginalen Intimverkehr (Defloration) immer einreißt, entspricht nicht der Realität. Der Schleimhautsaum ist sehr dehnbar und hat ähnlich wie die Vagina eine Fähigkeit, sich stark zu weiten (beispielsweise bei einer Geburt) und wieder zusammenzuziehen. Etwa drei von vier Frauen haben daher beim ersten vaginalen Intimverkehr keine Blutungen; zudem stammen eventuelle Blutungen meist nicht vom Hymen, sondern von Verletzungen der vaginalen Schleimhaut.
Da die natürlich vorkommenden Formen des Hymens sehr unterschiedlich sind (siehe Grafik) und die am häufigsten vorkommenden Formen beim Geschlechtsverkehr nicht einreißen, kann eine „Jungfräulichkeit“ durch Untersuchung des Hymens in der Regel nicht eindeutig festgestellt werden. Nur bei den seltener vorkommenden, teilweise oder ganz geschlossenen Formen kann dies möglich sein.
Folglich sind Verletzungen des Hymens auch bei anderen Aktivitäten ungewöhnlich. Dazu zählen sportliche Betätigungen wie Radfahren, Gymnastik, Spagat, Stürze oder die Verwendung von Tampons. Selbstbefriedigung führt ebenfalls in der Regel nicht zu Verletzungen des Hymens. Ob es beim Einführen eines Dildos oder Vibrators verletzt wird, hängt wieder vom individuellen Durchmesser der Öffnung, von der Festigkeit der Haut und von der Dicke des Gegenstands ab. In der medizinischen Literatur sind keine derartigen Fälle beschrieben. 
Bei einer Zerstörung des Hymens durch „Geschlechtsverkehr (Defloration), Geburt, Masturbation oder sonstiger Manipulation am Scheideneingang“ können kranzförmige narbige Reste, die als Carunculae hymenales bezeichnet werden, verbleiben. Die Carunculae hymenales sind laut Pschyrembel Online medizinisch ohne Bedeutung.
In Schweden wurde 2009 als Ersatz für den Begriff Jungfernhäutchen (mödomshinna, wörtlich Jungfräulichkeitshäutchen) der Begriff vaginale Korona (slidkrans, wörtlich Scheidenkranz) eingeführt. Der schwedische Sprachrat nahm das neue Wort offiziell in die Wortliste der schwedischen Sprache auf. Er merkt dazu an, dass das bisherige Wort im doppelten Sinne falsche Assoziationen wecke, da das Hymen weder ein Häutchen sei noch Aufschluss über die sexuelle Erfahrung einer Frau gebe. Das neue Wort dagegen sei eine bessere Beschreibung des Hymens als Kranz am Scheideneingang, der ein Leben lang bestehen bleibe.
In manchen Kulturen und Religionen, in denen großer Wert auf die Jungfräulichkeit von Frauen vor einer Ehe gelegt wird, gilt sichtbares Blut aus einem vermeintlich gerissenen Hymen (nach einem vermutet vollzogenen Geschlechtsakt in einer Hochzeitsnacht) als Beleg für voreheliche Jungfräulichkeit. Dies führt dazu, dass unter diesem Druck stehende Frauen unter Umständen einen chirurgischen Eingriff durchführen lassen, um den gewünschten Beweis der Jungfräulichkeit liefern zu können. Bei dieser sogenannten Hymenalrekonstruktion wird der Hymenalsaum operativ aufgebaut, so dass er beim Vaginalverkehr einreißt und zu bluten beginnt; alternativ kann eine Kunststoffmembran mit Kunstblut eingesetzt werden. In einer niederländischen Studie wurden 68 Frauen über eine längere Zeit begleitet, die sich für eine „Hymenrekonstruktion“ interessierten. 48 % von ihnen hatten angegeben, Opfer von sexueller Gewalt geworden zu sein, die meisten hatten Angst davor, beim ersten Geschlechtsverkehr nicht zu bluten oder nicht „eng genug“ zu sein. Die Frauen wurden ausführlich beraten und aufgeklärt. Nur 2 von 19 Frauen, die tatsächlich operiert wurden, berichteten anschließend von einer Blutung.

## Hymen bei anderen Säugetieren
Bei den meisten Säugetieren ist der Hymen nur in Form einer kleinen Ringfalte an der Grenze zwischen Scheidenvorhof und Scheide ausgebildet.

## Dokumentarfilm
- Mythos Jungfernhäutchen. UFA Documentary, 2023. Regie, Drehbuch: Lena Kupatz; Produzentin: Gwendolin Szyszkowitz-Schwingel; (45 min).